# Hermann Abendroth
Hermann Abendroth, född 19 januari 1883 i Frankfurt am Main, död 29 maj 1956 i Jena, tysk dirigent och kompositör. 

## Biografi
Efter tidigare dirigentverksamhet i München, Lübeck och Essen var Abendroth från 1933 verksam i Köln där han blev direktör för Statliga musikhögskolan. Han var också 1934-1945 ledare för Gewandhausorkestern i Leipzig och har gästdirigerat Stockholms Konsertförening vid ett flertal tillfällen.
Som dirigent arbetade Abendroth främst med tolkning av tysk och österrikisk klassisk musik.